# Mieko Nakabayashi
Pour les articles homonymes, voir Nakabayashi.
Mieko Nakabayashi (中林美恵子, Nakabayashi Mieko), née le 24 septembre 1960, est une femme politique et politologue japonaise, représentant la préfecture de Kanagawa à la Chambre des représentants du Japon pour le Parti démocrate japonais. Après sa carrière politique, elle devient professeure à l'université Waseda, en parallèle d'une activité de chroniqueuse politique. 

## Jeunesse et carrière pré-électorale
Nakabayashi naît le 24 septembre 1960 à Fukaya, dans la préfecture de Saitama. 
Après avoir obtenu son diplôme de fin d'étude du lycée de la ville de Honjō, elle effectue ses études de sciences politiques à l’université d'Osaka, puis à l'université d'État de Washington, où elle effectue son doctorat. En 1992, après ses études, elle travaille comme fonctionnaire au Comité du budget du Congrès et du Sénat des États-Unis,. Elle conserve ce poste jusqu'en 2003, et est la seule japonaise à avoir occupé un poste au Congrès américain.

## Carrière électorale
Nakabayashi se présente aux élections législatives japonaises de 2009, avec l'investiture du Parti démocrate du Japon dans la première circonscription de la préfecture de Kanagawa.
Elle est élue à la suite de cette élection, et fait son entrée à la Diète du Japon. Elle fait partie d'un groupe de politiciens japonais appelés les « Enfants d'Ozawa (ja) », et plus spécifiquement les « Filles d'Ozawa », des jeunes femmes politiques initiées à la politique par Ichirō Ozawa, président du PDJ jusqu'en 2009. Ce terme fait référence aux Enfants de Koizumi, équivalent du Parti libéral-démocrate au pouvoir jusqu'en 2009.
Candidate à sa réélection lors des élections législatives de 2012, elle ne parvient pas à se faire réélire dans sa circonscription, et ne bénéficie pas non plus de la relance proportionnelle.

## Carrière post-électorale
Après sa carrière politique, elle rejoint l'université Waseda en 2013, où elle devient professeure.
En parallèle de sa carrière dans l'enseignement, elle intervient régulièrement dans les médias japonais sur différents sujets de politique nationale et internationale, surtout américaine,,, en tant qu'experte géopolitique,.

## Prises de position
Lors de sa carrière parlementaire, elle s'engage notamment dans la mise en place de réformes écologiques.

## Vie privée
Nakabayashi est porteuse de flamme olympique en 1996, à l'occasion des Jeux olympiques d'été d'Atlanta. Elle est choisie pour faire le lien entre les jeux américains et les Jeux olympiques d'hiver de 1998, qui se déroulent à Nagano au Japon.